# Новоіванівський цукровий завод
Новоіванівський цукровий завод — підприємство харчової промисловості у селищі міського типу Коломак Харківської області. Наразі повністю демонтоване. Непрацююче.

## Історія
Новоіванівський цукровий завод побудований купцем Молдавським у 1901 році на викупленій у поміщика Делянова ділянці землі на околиці слободи Коломак Валківського повіту Харківської губернії Російської імперії.
У ході першої російської революції 1905 року робітники заводу проводили мітинги і збори, домігшись скорочення робочого дня до десяти годин. Тоді на підприємстві діяла підпільна група РСДРП(б).
У січні 1918 року тут була встановлена радянська влада, але вже в квітні 1918 року поселення зайняте німецькими військами (що залишалися тут до листопада 1918 року), в подальшому під час Української революції влада кілька разів змінювалася. 12 грудня 1919 року радянська влада відновлена, на початку листопада 1921 року відновлений цукровий завод і підписаний перший договір на забезпечення підприємства буряками.
У 1935 році завод брав участь у соціалістичному змаганні підприємств району та виконав виробничий план на 120 %, близько 80 працівників підприємства стали стахановцями.
Під час Другої світової війни з 16 жовтня 1941 до середини вересня 1943 року село перебувало під німецькою окупацією, але вже в 1944 році цукровий завод відновлено.
Уцілому, в радянський час завод входив у число найбільших підприємств райцентру.
Після проголошення незалежності України цукровий завод перейшов у відання Державного комітету харчової промисловості України. Надалі, державне підприємство перетворено у відкрите акціонерне товариство.
На початку 2004 року положення цукрових заводів України ускладнилося у зв'язку зі збільшенням імпорту в країну цукру-сирцю, що призвело до зниження цін на цукор на внутрішньому ринку. Тим не менш, у 2004 році завод виробив 16,1 тис. тонн цукру.
У 2005 році завод виробив 14,5 тис. тонн цукру, потужності підприємства в цей час забезпечували можливість переробки до 1,5 тис. тонн цукрових буряків на добу. У 2006 році завод виробив 18,4 тис. тонн цукру.
Економічна криза ускладнила становище підприємства і 2008 рік завод завершив зі збитком у розмірі 3,85 млн гривень, 2009 рік — зі збитком 3 млн гривень.
У першому кварталі 2010 року державна податкова адміністрація в Харківській області надала заводу податкову розстрочку на суму 127,2 тис. гривень, але тим не менш, завод завершив 2010 рік з чистим збитком у розмірі 3,977 млн гривень.
У 2013 році завод входив у число трьох діючих цукрових заводів на території Харківської області. 27 жовтня 2013 року на заводі зруйнувалася одна зі стін, у результаті підприємство призупинило роботу.
У 2016 році завод виробив 3,7 тис. тонн цукру.

## Сучасний стан
Завод виробляє цукор-пісок, патоку і буряковий жом.
У 2021 році приміщення виробничих цехів, складів повністю демонтовано. 